# Koźmice Wielkie (gmina)

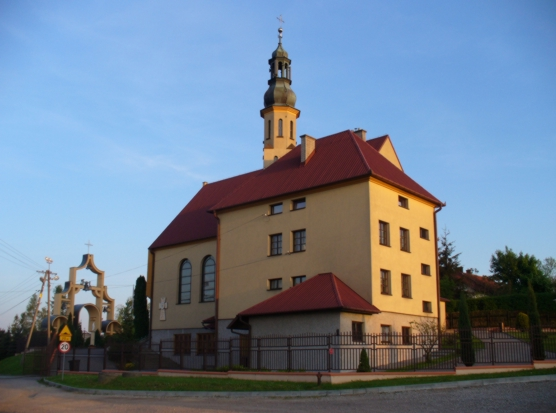
Kościół w Koźmicach Wielkich

Koźmice Wielkie – dawna gmina wiejska istniejąca w latach 1934–1954 i 1973–1976 w woj. krakowskim (dzisiejsze woj. małopolskie). Siedzibą władz gminy były Koźmice Wielkie.
Gmina zbiorowa Koźmice Wielkie została utworzona 1 sierpnia 1934 roku w powiecie krakowskim w woj. krakowskim z dotychczasowych jednostkowych gmin wiejskich: Bugaj, Chorągwice, Grabówki, Grajów, Jankówka, Janowice, Koźmice Małe, Koźmice Wielkie, Lednica Górna, Mietniów, Pawlikowice, Podstolice, Raciborsko, Rożnowa, Sygneczów i Siercza. 16 września 1934 gminę Koźmice Wielkie podzielono na 13 gromad: Chorągwica, Grabówki, Grajów, Jankówka, Janowice, Koźmice Małe, Koźmice Wielkie, Lednica Górna, Pawlikowice, Podstolice, Raciborsko, Siercza i Sygneczów.
Podczas okupacji hitlerowskiej gmina funkcjonowała w powiecie krakowskim w Generalnym Gubernatorstwie. Okupanci odłączyli od niej tylko gromadę Lednica Górna, włączając ją do nowo utworzonej gminy Wieliczka (i tak już zostało po wojnie), a gromadę Chorągwica przekształcono w gromadę Mietniów. Natomiast do gminy Koźmice Wielkie włączono sześć gromad ze zniesionej gminy Siepraw ze zniesionego powiatu myślenickiego: Bieńkowice, Byszyce, Czechówka, Gorzków, Nowa Wieś i Stojowice.
Po wojnie w woj. krakowskim, bez gromad gminy Sieprew, którą reaktyowowano. W porównaniu ze składem wojennym, administracja zachowała też gromadę Mietniów, natomiast przywróciła gromadę Chorągwica, choć gromadę Lednica Górna pozostawiła w gminie Wieliczka. Według stanu z dnia 1 lipca 1952 gmina Koźmice Wielkie składała się zatem z 13 gromad: Chorągwica, Grabówki, Grajów, Jankówka, Janowice, Koźmice Małe, Koźmice Wielkie, Mietniów, Pawlikowice, Podstolice, Raciborsko, Siercza i Sygneczów. Jednostka została zniesiona 29 września 1954 roku wraz z reformą wprowadzającą gromady w miejsce gmin. 
Gminę Koźmice Wielkie przywrócono w tymże powiecie i województwie wraz z reaktywowaniem gmin z dniem 1 stycznia 1973 roku. Składała się wówczas z 8 gromad: Bieńkowice, Byszyce, Gorzków, Jankówka, Janowice, Koźmice Małe, Koźmice Wielkie i Podstolice.
1 czerwca 1975 roku gmina znalazła się w nowo utworzonym woj. miejskim krakowskim.
15 stycznia 1976 roku gmina została zniesiona, a jej obszar włączony do gmin:
- Dobczyce (obszar sołectwa Bieńkowice),
- Wieliczka (obszary sołectw: Byszyce, Gorzków, Jankówka, Janowice, Koźmice Małe, Koźmice Wielkie i Podstolice).